# Robert Whitaker
Robert Whitaker (Harpenden, 13 november 1939 – 20 september 2011) was een Brits fotograaf, vooral bekend door zijn vele foto's van The Beatles, genomen tussen 1964 en 1966, en door zijn foto's van de rockgroep Cream, die werden gebruikt in de door Martin Sharp ontworpen collage op de hoes van hun elpee Disraeli Gears uit 1967.

## Levensloop
Whitaker werd geboren in Engeland maar omschreef zichzelf als "aussie", omdat zijn vader en zijn grootvader beiden Australiër waren.
Hij begon zijn fotografische carrière eind jaren vijftig in Londen, maar hij verhuisde naar Melbourne in 1961, waar hij aan zijn studie aan de Universiteit van Melbourne begon. Hij werd deel van de kleine maar bloeiende kunstwereld in de stad. Volgens de Britse kunsthistoricus David Mellor hebben de drie jaar in Australië zijn werk als fotograaf veranderd. Van grote invloed was ongetwijfeld zijn vriendschap met twee van de leidende figuren van de kunstwereld in Melbourne, kunsthandelaar, mecenas en restaurateur Georges Mora en zijn vrouw, de schilderes Mirka Mora.
- Bibliothèque nationale de France: cb15573896z (data)
- CiNii: DA07968706
- Gemeinsame Normdatei: 132859629
- International Standard Name Identifier: 0000 0001 1748 8813
- Library of Congress Control Number: n91043285
- MusicBrainz: bdcb5fb9-60d1-4d60-ad9a-378f6e3b8101
- Bibliotheek van het Japanse parlement: 001124200
- Nederlandse Thesaurus van Auteursnamen: 091393515
- PIC: 268414
- RKD-Nederlands Instituut voor Kunstgeschiedenis: 241682
- Système universitaire de documentation: 12256037X
- Union List of Artist Names: 500472610
- Virtual International Authority File: 19997743
- WorldCat: E39PBJrwPgCBPCCygTvg34HjYP